# Sauna gay

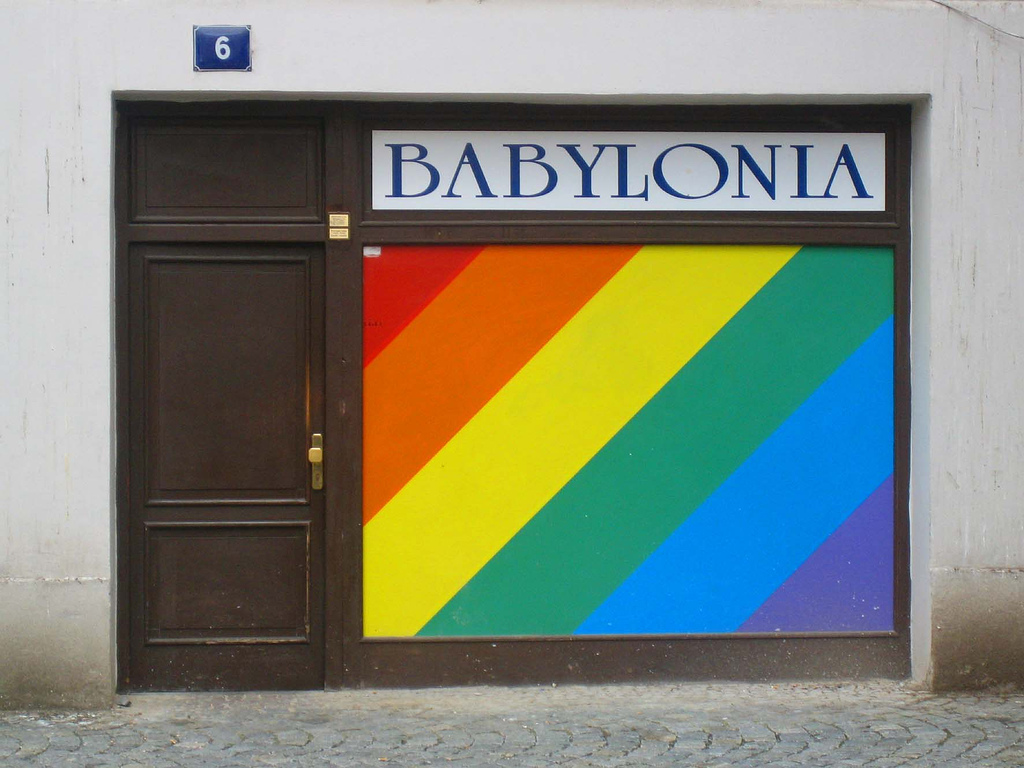
Fachada de una sauna gay en Praga.

Una sauna gay es una casa de baños para que hombres tengan relaciones sexuales con otros hombres. Estos establecimientos no deben confundirse con los baños públicos.
No todos los hombres que visitan las saunas gay se consideran homosexuales, independientemente de su comportamiento sexual, pues también van hombres bisexuales. Las saunas para mujeres son poco comunes, aunque algunos recintos para hombres dedican ciertas noches al público lésbico.
Las saunas varían considerablemente en tamaño e infraestructura. Las más pequeñas cuentan con entre diez y veinte salas y algunos casilleros, mientras que las más grandes tienen varios niveles en los que hay baños de vapor de diferentes estilos, bañeras de hidromasaje y piscinas. La mayoría posee saunas húmedos y secos, duchas, casilleros y pequeñas salas privadas que suelen ser bajo la modalidad de cuarto oscuro.
Muchas saunas son accesibles mediante membresía, mientras que otros cobran una entrada en la que se restringe el acceso a menores de edad. A diferencia de los burdeles, los clientes solo pagan por el uso de las instalaciones. La actividad sexual, si ocurre, no es proporcionada por el personal del local, sino que con el consentimiento entre los propios visitantes y sin pago de por medio. Diversas saunas gay desaconsejan o rechazan explícitamente la prostitución, prohibiendo el ingreso a los trabajadores sexuales conocidos, y otras se lucran cobrando un porcentaje al trabajador sexual.
Estos locales se han convertido en destinos que fomentan el turismo homosexual para las ciudades en donde se encuentran. Antes de la masificación de internet y la posterior aparición de sitios web para citas románticas y encuentros sexuales, donde además la tolerancia social hacia la homosexualidad era más restringida, las saunas jugaban un rol importante para la interacción efectiva entre gais, en especial para aquellos que se mantenían en el armario. 
En los EE. UU., hasta 42 establecimientos eran miembros de la cadena Club Baths, que existió desde los años 1960 hasta los 1990.
Los detractores a estos recintos argumentan en contra que son lugares donde se propagan con facilidad las infecciones de transmisión sexual, al fomentar el encuentro de sexo casual, no obstante, algunos locales trabajan en conjunto con organizaciones en la lucha contra el VIH/Sida, publicando propaganda alusiva al sexo seguro e incluso reparten preservativos al interior como medida para evitar posibles contagios.